# Зангиев (Street Fighter)
Зангиев (яп. ザンギエフ Дзангиефу, англ. Zangief), также известный как «Красный Циклон» — персонаж серии игр Street Fighter японской компании Capcom, созданный геймдизайнером Акирой Ясудой и впервые появившийся в видеоигре Street Fighter II; впоследствии он становится персонажем многих игр, аниме и другой продукции компании Capcom. Зангиев явился первым в истории жанра файтинга персонажем, боевая техника которого строилась вокруг бросков и захватов. Прототипом этого персонажа стал советский борец и рестлер Виктор Зангиев.

## Концепция персонажа
Зангиев, созданный, как и многие другие «новички» Street Fighter II, Акирой Ясудой, первоначально появился при разработке игры под именем Водка Гобальский, с самого начала задуманный как невероятно мощный и в то же время невероятно медленный персонаж; ранние концепты мало чем отличались от окончательного варианта, за исключением наличия майки и татуировки в виде якоря.

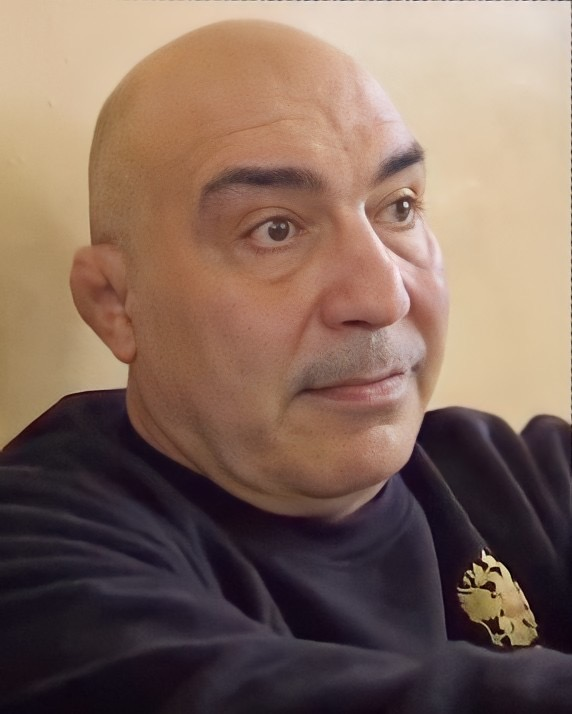
Виктор Зангиев, ставший прототипом для персонажа

Своё же имя, под которым он известен сегодня, персонаж получил от осетинского борца и рестлера Виктора Зангиева, в 1989—1990 годах выступавшего в Японии в составе промоушена New Japan Pro-Wrestling; от него же персонаж также получил его псевдоним «Красный Циклон». Дизайнер Норитака Фунамидзу в интервью для журнала Game On! в 1996 году отмечает, что Зангиев был одним из самых популярных персонажей серии в американской аудитории наряду с Рю и Гайлом.

## Биография
В серии Alpha Зангиев — национальный российский (советский) герой по прозвищу «Красный Циклон», который познакомился с Горбачёвым в конце Street Fighter Alpha 2. После встречи с Горбачёвым Зангиева отправили тренироваться в сибирские пустоши, где он сражался с медведями.
Street Fighter Alpha 3
По приказу Горбачёва Зангиева послали сражаться с силами Шадалу (Shadaloo), начинающей распространять коррупцию в России. Зангиев сталкивается со многими бойцами на своём пути, оказывая поддержку таким, как Э. Хонда и Р. Мика. Считается, что он проиграл Бланке до того, как достиг своей финальной цели — уничтожить Психо Драйв (Psycho Drive), однако в его концовке он и Хонда объединяются, чтобы уничтожить Психо Драйв (каноничность этой концовки под сомнением). Однако кто-то всё же уничтожил Психо Драйв, и Зангиев вернулся в Россию удовлетворённым.
Street Fighter II
После этого он, по воле Горбачёва, принимает участие во втором Всемирном Турнире Воина (World Warrior Tournament), устраиваемом Шадалу. Он проигрывает Кену или Рю (комментируя в Street Fighter IV, что огненные шары (файрболы) — «заноза в заднице» (англ. pain in the neck), а «Удар Дракона (Dragon Punch) тоже отстой», намекая, что он проиграл кому-то, кто их использует — но, независимо от этого, всё равно не ясно, был ли это Кен или Рю, так как он говорит Рю: «Рад, что ты не потерял форму» в победной цитате SF4, но, если он проигрывает Кену, то Кен говорит ему: «Похоже, ты до сих пор не идёшь в сравнение с моим Ударом Дракона, а?»). В любом случае, после турнира Зангиев — неудовлетворённый результатом — вернулся к тренировке в Сибирской глухомани, сражаясь с медведями. В конце концов он получил предложение крупнейшей организации рестлинга в мире использовать «Красный Циклон» в качестве лозунга для их рекламы. Зангиев поначалу отказался, объяснив это тем, что он заинтересован в деньгах меньше, чем в поднятии почёта и чести России, демонстрируя русскую душу. Организация пообещала в лучшем свете показывать его навыки на своих матчах, которые смотрят миллионы людей. Решив, что это заметно поможет его желанию показать русскую силу, Зангиев соглашается.
Street Fighter IV
Зангиев вступил в Мировой Турнир, проводимый организацией Г. Р. Е. Х. (S.I.N.), чтобы доказать своим молодым поклонникам (из которых некоторые начали утверждать, что есть мастера боевых искусств лучше), что он до сих пор в форме. После турнира Зангиев отчаянно осознал, что у него нет подарка (сувенира), и сказал: «Я даже не понял, что последний парень (Сет) сказал до того, как я побил его». Затем его осенило и он сфотографировался с побитым Сетом (главный босс и хозяин турнира), держа его за шею, которую потом посмотрели восхищённые фанаты, распознавшие Сета как «плохого парня из телика».
Street Fighter X Tekken
Узнав о «Ящике Пандоры», Зангиев решает доставить этот ящик в Россию, чтобы доказать верность своей родине. В качестве напарника он приглашает Руфуса, мастера Кунг-фу, который был в ярости из-за того, что его победы остаются незамеченными из-за новостей об этом загадочном артефакте. Он соглашается, так как это его единственный шанс избавиться от этой «Дурацкой коробки» раз и навсегда.
Они даже придумали своей команде название: «Космические циклоны», которое основано на звании Зангиева, «Красный циклон», и суперприеме Руфуса «Space Opera Symphony» («Космическая оперная симфония»).
Но, когда Руфус и Зангиев уже добрались до ящика, тот испустил странный свет и исчез, попутно лишив Зангиева его «Железного тела», а Руфуса — его «Упругого живота». Они вынуждены начать тренировки снова, чтобы вернуть свою былую форму.

## Критика и отзывы
- IGN поместила Зангиева на 13 место в своём списке 25 лучших персонажей Street Fighter[6].
- Японский игровой журнал Gamest 30 января 1997 поставил Зангиева на 18 место в списке 50 лучших персонажей, созданных в 1996 году[7].
- GameDaily поставили героя на 3 место в своём рейтинге 20 лучших персонажей Street Fighter всех времён, комментируя его внешность как угрожающую и хваля силу его боевого стиля[8].
- Также он появлялся и в некоторых других списках GameDaily, в частности, его назвали одним из самых больших патриотов России в компьютерных играх и самым успешным русским персонажем[9], при обсуждении эволюции серии Street Fighter GameDaily заявили, что Зангиев остаётся всё тем же[10].

Персонаж Зангиева — вплоть до фирменных приёмов — имеет сильное сходство с Майком Хаггаром, персонажем серии игр Final Fight. Вероятно, именно по этой причине Хаггар (в отличие от многих персонажей Final Fight) так и не дебютировал в Street Fighter в качестве играбельного персонажа; тем не менее в играх Street Fighter IV и Street Fighter X Tekken он появляется на одной из арен, а его костюм является одним из альтернативных костюмов Зангиева. Считается, что Зангиев, будучи однажды на выступлении Хаггара, был впечатлён его «Spinning Lariat» и решил включить его в свой арсенал; Хаггар, в свою очередь, позаимствовал у него «Spinning Piledriver».
Зангиев появлялся в мультфильме «Ральф». Несмотря на то, что ни в одной из частей игры он не был отрицательным персонажем, в мультфильме он причислен к злодеям. Зангиев был отрицательным персонажем в экранизации игры 1994 года. В оригинале Зангиев говорит с сильным русским акцентом, в русском дубляже — с кавказским.
Практически в каждой части Street Fighter удары Зангиева — самые сильные, порой смертоносные. Порой Capcom приходилось специально усмирять его в новых версиях игры — например, Зангиев из обновлённой Super Street Fighter 4 гораздо слабее Зангиева из первоначальной Street Fighter 4.
Зангиев — первый в своем роде персонаж файтингов, тип которых впоследствии получил название grappler. Это сильные, большие и медленные герои, их боевой стиль основан на бросках и захватах.